# 이상구 (희극인)
이상구(1983년 10월 14일 ~ )은 대한민국의 가수, 개그맨이다.

## 학력
- 도봉정보산업고등학교 졸업

## 연기 활동

### 방송
- KBS2 《개그콘서트》
  - 〈같기도〉
  - 〈그래 그래〉
  - 〈나쁜 사람〉
  - 〈미안해요 형〉
  - 〈범죄의 재구성〉
  - 〈봉숭아 학당〉
  - 〈상구 없다~〉
  - 〈상구야 상구야〉
  - 〈출동! 김반장〉
  - 〈황해〉
  - 〈히든 캐릭터〉
  - 〈명인본색〉
  - 〈부엉이〉
- KBS2 《우리동네 예체능》
- KBS2 《웃음 충전소》
- OBS경인TV 《코미디 多웃자GO!》
- tvN 《코미디빅리그》
  - 〈로 to the 봇〉
  - 〈사이다펀치〉
  - 〈신기한 동물사전〉
  - 〈으랏차차 대한민국〉
  - 〈직장살이〉
  - 〈크라임 씬〉
  - 〈널 생각해〉
  - 〈잠입수사〉

### 드라마
- 2015년 웹드라마 《고품격 짝사랑》 ... 레지던트 역

### 광고
- 이니스프리 (아모레퍼시픽)

### 음반활동
- 이상구 - 물음표
- YK 패밀리 - 메들리, 울면 안돼
- 이상구 - 스키재키, 크리스마스와 나
- 같기도 - 같기도

## 홍보대사
- 2013년 서울 마포경찰서 보이스피싱 근절 홍보대사

## 유행어

### KBS2《개그콘서트》
- ~는 저한테 안맞는거 같습니다. (상구 없다, 상구야 상구야)
- 오늘도 한 건도 못했니? 일하기 싫으니? 밥 먹기 싫으니? (황해)
- 알바좀 시켜줘요 형! (미안해요 형)
- 아가리또고자이마스 (명인본색)
- 스마미셍 (명인본색)
- 나 엉아야 부엉아야! (부엉이)
- 이걸로 맞아야돼! (부엉이)

## 수상
- 2013년 KBS 연예대상 코미디 부문 최우수코너상